# سیاه‌پر پیشانی‌مخملی
سیاه‌پر پیشانی‌مخملی (نام علمی: Lampropsar tanagrinus) گونه‌ای از پرندگان تیرهٔ سیاه‌پرگان (Icteridae) است که در سردهٔ Lampropsar تک‌نماد است. این گونه در بولیوی، برزیل، کلمبیا، اکوادور، گویان، پرو و ونزوئلا یافت می‌شود که زیستگاه طبیعی آن باتلاق‌های نیمه‌گرمسیری یا استوایی و جنگل‌های پیشین به شدت دگرگون‌شده است.